# Стеклянка (приток Шугуровки)
Стеклянка — река в Орджоникидзевском районе Уфы. До включения земель в состав Уфы — в Богородской волости, затем — в Благовещенском и Уфимском районах. Река берет своё начало возле посёлка Старые Турбаслы (ок. 200 м до окраины), с 1996 года входящего в состав Уфы. Впадает в Шугуровку.
Протока через озёра Верхний и Нижний Тасау.
Протекает по окраине деревни Ивановский, на неё выходит ул. Черёмуховая